# حنين بن سرحان
حنِّين بن سرحان بن عبد الوليد بن الحسن بن محمد بن كلي بن أبي دجانة الأنصاري. وكان جده من ضمن الفاتحين الذين قدموا مع عقبة بن نافع في حملته الأولى سنة 662 ميلادية 42 للهجرة وفي تلك الحملة لم يعرج عقبة بن نافع على الساقية الحمراء حيث اتخذ طريقا وسط الصحراء الوسطى إلى السودان ووصل غربا إلى وادان وترك بها بعض أعوانه من المهاجرين و الأنصار لنشر الإسلام كان من بينهم جد حنِّين ورجع عقبة بن نافع على نفس الطريق التي سلكها إلى هذه النواحي حيث قفل إلى القيروان. وقد قتل سرحان بن عبد الملك والد حنِّين في حرب تامكونا في وادان ودفن هناك.

## أنظر إلى
- الساقية الحمراء ووادي الذهب: محمد الغربي
- حياة مورتانيا 'جغرافية: المختار بن حامدُ الديماني
- القبائل البيضانية في الحوض والساحل: ترجمة وتحقيق محمد محمود ودادي
- التواجد البشري في ولاته:  غظفي بن الداه المحجوبي
- الحياة السياسية في الحوض خلال القرن 18-19: الباحث محمد ولد باب
- الحسوه البسانية في الأنساب الحسانية: محمد صالح بن عبد الوهاب
- الوسيط في تراجم ادباء شنقيط
- المغرب عبر التاريخ
- كتاب العبر: ابن خلدون
- جريدة شنقيط
- جريدة صحراؤنا
- قبائل المغرب عبد الوهاب بن منصور
- تاريخ المغرب عبد العزيز بن عبد الله
- الإعلام بمن حل بمراكش وأغمات من الأعلام "العباس بن إبراهيم"